# 魔法使いのカイトゥシ
『魔法使いのカイトゥシ』 (ポーランド語: Kajtuś Czarodziej、英語: Kaytek the Wizard、ドイツ語: Kaitus oder Antons Geheimnis) は、1933年のポーランドの医師で教育者だったヤヌシュ・コルチャックの児童文学作品。英語版は、は2012年8月に刊行されている。これは、コルチャックの児童文学作品では英語に翻訳された２冊目のものである。コルチャックの児童文学作品で英語に翻訳されているのは、他に『マチウシ一世』がある。他に、彼の教育学的著作のいくつかも翻訳されている。

## あらすじ
この本の主人公、アントン(魔法使いとしての自称が、カイトゥシ)は、悪戯を考え付くのが大好きな男の子。祖母から話に聞いたり、本で読んだりしていろんな歴史や民族､動物や星の話を聞いてきた。でも、一番興味のあるのは魔法使いになることである。
ある日、自分の答案に悪い点数を書こうとした先生のペンに魔法をかけて、他の子の良い点を書かせることに成功して以来、いろんな魔法を使った悪戯に手を染める。墓地に行って、好きだったおばあちゃんの霊を呼び出したりといったエピソードもあるが、悪さがたたって一時魔法が使えなくなったりもする。しかし、魔法が元のように再び使えるようになると、たちまち通りを行くおばさんたちを後ろ向きに歩かせたり、レストランで只で食事したり、電車やお城での悪ふざけや悪戯を繰り返す。お城はほとんど動物園状態になったり、市のお偉方たちにも悪ふざけの数々を重ねる。何も知らない人は秘密諜報部員の暗躍だ、いや魔法使いだと大騒ぎするばかり。市警察に検事局まで乗り出すことになる。
アントンは、突然パリに行くことを思いつき、自分の分身(ドッペルゲンガー)を作ってあとを任せて、自分はパリへの旅に出る。途中、ソシア(Soschia)という少女とそのお母さんと道連れになり、その田舎のお屋敷に立ち寄ったりしながらも、パリに到着。故郷で見知った不良少年たちと再会、お金や荷物を騙し取られながらも、サーカスに飛び入りを果たす。黒人のボクシングのチャンピオンをノックアウトして一躍、時の人となり、ハリウッドにも招かれて映画にも出演。ニューヨークでは、学校で先生からその名を教わったバイオリニストのグレイに演奏会で対面。これまでの体験のすべてをバイオリンの競演で披露。グレイと彼の友人でもある億万長者のもてなしを受ける。ありとあらゆる遊びの部屋が揃った館で、ここにいて養子にと乞われるが、黙ってそこを立ち去りポーランドに舞い戻る。
途中、列車の転覆事故で自分をつけてきた警察の独立捜査官を助けるというエピソードもあるが、この捜査官は、列車の転覆事故で、結局亡くなってしまう。その後、なんとか実家に残してあった自分の分身と入れ替わって普段の暮らしに復帰。しかし、魔法使いの顔は警察中に知れ渡ってしまい、警官に銃で撃たれてしまう。その瞬間、彼の体は最上級魔法使いの城の中に。実は、ここは生と死の狭間の世界で、アントンは魔法を使って行ったさまざまなことの判決を受けるために１か月、もう一人ソシアと共に、実は彼女も妖精だったのだが、二人そろって犬にその姿を変えられてしまう。魔法使いの城から地上になんとか舞い戻っては見るものの、犬の姿ではなにもかもがうまくいかない。自分の町に苦労の末たどりついたアントンは、只一人自分を理解してくれていた女の先生のところにいくが、アントンとはついぞ知らず可哀想なワンちゃんと流してくれた涙で、アントンは再び人間の姿に戻ることが出来た。しかし、両親と女の先生に置手紙を残して、彼はまたやり始めたことを最後までやりとおすために故郷を再び後にする。

## 受容
この本は批評家から賞賛されており、ポーランドの児童文学の規範の一部と見なされている。
ポーランド語と他のいくつかの言語への翻訳の両方で、1930年代に非常に人気があった。近年のレビューや議論では、この本はしばしばハリー・ポッターシリーズと比較されてきた。

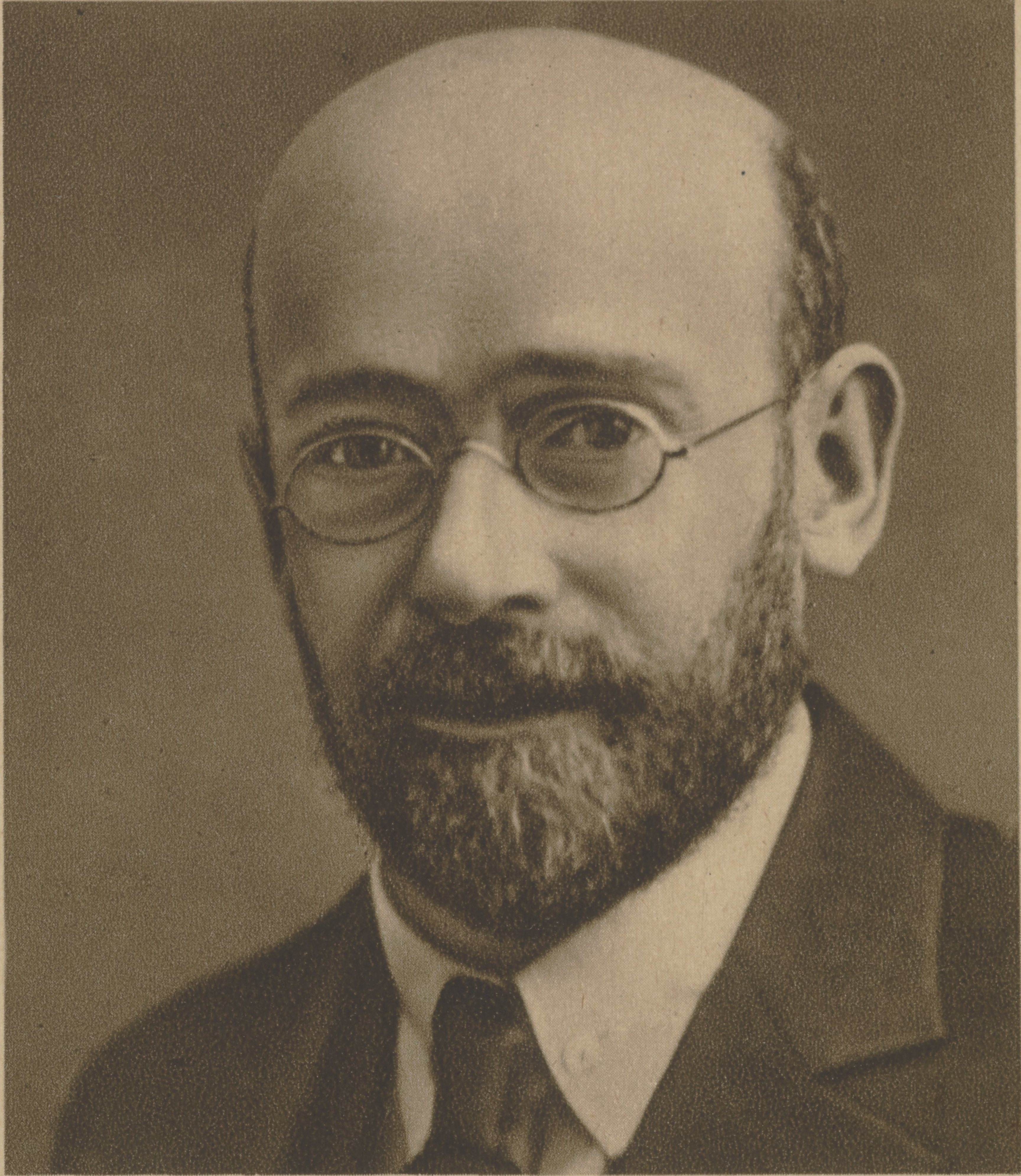
カイトゥシ成長、成人の決定、および責任に関するコルチャックによる教育学的メッセージが含まれている。

この本はコルチャックの最も有名な作品の1つであり、彼の教育学的メッセージが含まれている。コルチャックの『マチウシ一世』のマチウシ王のように、カイトゥシは、平均的な人よりも大きい彼の力に対処しなければならない。それをと誤ると他人に苦痛を与えることにもなりかねない 。この本の主要なテーマは成長であり、子どもたちが善と悪について大人の決定をどのように行わなければならないかである。カイトゥシは、ハリー・ポッターよりもはるかに難しい道を歩んでいく。彼には、専門の魔術使いの先生に教えを請うことのできるホグワーツのような魔法魔術学校がなく、彼は、自分で力を使い、コントロールすることを学ばなければならない。そして最も重要なことは、自分の限界を学ぶことである。コルチャックの世界では、ハッピーエンドは保証されておらず、子どものヒーローは権力の限界とその濫用の結果について自ら学ばなくてはならない。
ポーランドの社会学者で作家のキンガ・デューニンによれば、教育学的には、カイトゥシはハリー・ポッターよりも優れた本であり、1冊の本の中でカイトゥシはハリーよりもはるかに成長を遂げている。さらに、世界はより現実的で、白黒の見定めが難しい。同時に、デューニンは、ジェンダーと人種差別の問題(アフリカとアフリカ人への偏見)に対するこの本の時代遅れの態度に注目している。

## コルチャックの注
コルチャックの作品には珍しく、１か所だけ彼自身の脚注が、「至高の魔術師の城塞で」と題する章の最初のところにある。この部分を子どもたちに読んで聞かせたところ、子どもたちが残酷で恐ろしいと言うので、修正、変更を加えたと書いている。石の壁で囲まれた牢獄で、水も与えられなかったという。コルチャックが唯一投獄されたパヴィアク刑務所(パヴィアク監獄)での経験をもとにしていると見られる。この刑務所の施設は現存していない。

## 映画化
この物語は、2008年（ウカシュ・コス監督）と2012年（ジャージー・アゼフスキー監督）を含め、何度か映画化されている。
ジュリア・ウェルニオの演出による1997年制作のドラマでTVドラマにもなった。放送は1999年で放送時間は46分である 。
ポーランドのブックインスティテュート（コルチャック によるすべての作品の著作権所有者）とヴロツワフのNetflix映画も制作する映像プロダクションメディアブリガード(Mediabrigade)との間の2011年10月14日の合意に続いて、映画化が2018年のリリースで計画されている。
この映画は、ポーランド、チェコ、スロバキアの合作で、マグダレナ・ワザルキェヴィチの監督で、2023年9月に初
公開された。この映画は2023年のポーランド長編映画祭で児童向け映画を対象とした金獅子賞にノミネートされている。映画の公開タイトルは、原作と微妙に異なり「魔法使いのカイテク」になっている。この映画は、2024年10月日本では、キネコ国際映画祭で上映された。